# Luciano Minossi
Luciano Minossi (Porto Alegre, 7 de novembro de 1976) é um voleibolista indoor brasileiro, atuante na posição de Líbero, que foi medalhista de bronze no Campeonato Sul-Americano de Clubes em 2011 realizado no Brasil.

## Carreira
Luciano era atleta da UCS/RS na temporada 2003-04.Integrou o São José /Intelbrás nas temporadas 2004-05 e 2005-06.
Também defendeu as cores da Ulbra/ UPtime no período de 2006 a 2007, quando conquistou o título do Campeonato Gaúcho de 2006 e no mesmo ano o ouro da Copa Sul de Clubes, conquistando o bronze na edição da Superliga Brasileira A 2006-07.
Retornou para Fátima/UCS/Multisul na temporada 2007-08, não conseguindo a classificação para próxima fase da Superliga Brasileira A 2007-08, encerrando em nono lugar nesta edição.
Novamente assina contrato com a Ulbra/Suzano/Massageol  e a defendeu na temporada 2008-09, conquistando o bicampeonato gaúcho em 2008, neste mesmo ano foi campeão dos Jogos Abertos de São Paulo, dos Jogos Regionais de São Paulo, também disputou o campeonato paulista no mesmo ano e  e também conquistou o título paulista e avançou as quartas de final da Superliga Brasileira A 2008-09, mas encerrou na sexta colocação..
Luciano foi atleta do Sada Cruzeiro na temporada 2009-10, quando foi bronze do Campeonato Mineiro de 2009 e competiu pelo Sada Cruzeiro na Superliga Brasileira A 2009-10 e chegou as semifinais, mas encerrou na quarta posição .
Em 2010 é contratado pelo Sesi-SP onde conquistou o bicampeonato da Copa São Paulo nos anos de 2010 e 2011, além do título da Superliga Brasileira A 2010-11. Renovou com esta equipe para temporada 2011-12 conquistando a medalha de bronze no Campeonato Sul-Americano de Clubes de 2011 e sagrou-se campeão paulista de 2011, e ao disputar por este clube a Superliga correspondente a esta temporada encerrou em quintolugar na classificação final.
Luciano renovou com o Sesi-SP por mais uma jornada, conquistando o bicampeonato paulista em 2012 e disputou as finais da Superliga Brasileira A 2012-13 conquistou o bronze nesta edição.Atualmente compete pelo Sesi-SP nas competições referentes a temporada 2013-14, conquistando de forma consecutiva o tricampeonato paulista no ano de 2013.Em 2014 alcançando o vice-campeonato na Copa Brasil de 2014 em Maringá-Paraná e foi vice-campeão da Superliga Brasileira A 2013-14.Acertou com o Camponesa/Minas para a temporada 2014-15

## Títulos e Resultados
- 2014- Vice-campeão da Copa Brasil[14]
- 2013-14- Campeão da Superliga Brasileira A[15]
- 2013-Campeão do Campeonato Paulista[1]
- 2012-13-3º Lugar da Superliga Brasileira A[12]
- 2012-Campeão do Campeonato Paulista[1]
- 2011-12-5º Lugar da Superliga Brasileira A[11]
- 2011-Campeão do Campeonato Paulista[1]
- 2011-Campeão do Copa São Paulo[1]
- 2010-11- Campeão da Superliga Brasileira A[1]
- 2010-Campeão do Copa São Paulo[1]
- 2009-10-4º Lugar da Superliga Brasileira A[8]
- 2008-09-6º Lugar da Superliga Brasileira A[5]
- 2008-Campeão do  Jogos Abertos do Interior de Piracicaba[4]
- 2008-Campeão do  Jogos Regionais de São Pulo [4]
- 2008-Campeão do Campeonato Paulista[1]
- 2008-Campeão do Campeonato Gaúcho[1]
- 2006-07-3º Lugar da Superliga Brasileira A[2]
- 2006- Campeão da Copa Sul de Clubes[1]
- 2006-Campeão do Campeonato Gaúcho[1]

## Premiações Individuais
[carece de fontes?]